# Euphrasia crassiuscula
Euphrasia crassiuscula är en snyltrotsväxtart. Euphrasia crassiuscula ingår i släktet ögontröster, och familjen snyltrotsväxter.

## Underarter
Arten delas in i följande underarter:
- E. c. crassiuscula
- E. c. eglandulosa
- E. c. glandulifera